# Euler-Charakteristik
Die Euler-Charakteristik ist im mathematischen Teilgebiet der Topologie eine Kennzahl für topologische Räume, zum Beispiel für geschlossene Flächen. Als Bezeichnung verwendet man üblicherweise {\displaystyle \chi }.
Benannt ist sie nach dem Mathematiker Leonhard Euler, der 1758 bewies, dass für {\displaystyle E} die Anzahl der Ecken, {\displaystyle K} die Anzahl der Kanten und {\displaystyle F} die Anzahl der Flächen eines konvexen Polyeders die Beziehung {\displaystyle E-K+F=2} gilt. Diese spezielle Aussage heißt Eulerscher Polyedersatz. Man kann die Euler-Charakteristik, also die Zahl {\displaystyle E-K+F}, allgemeiner auch für CW-Komplexe definieren. Diese Verallgemeinerung nennt man auch Euler-Poincaré-Charakteristik, was auf den Mathematiker Henri Poincaré hinweisen soll. Flächen, die unter topologischen Gesichtspunkten als gleich angesehen werden, haben dieselbe Euler-Charakteristik. Sie ist deshalb eine ganzzahlige topologische Invariante. Besonders wichtig hierbei ist die dadurch gegebene Möglichkeit, topologische Objekte potenziell unterscheiden zu können. Kehrt man die obere Aussage nämlich um, zeigt sich, dass zwei topologische Räume mit unterschiedlicher Euler-Charakteristik aus topologischer Sicht ungleich sein müssen. 
Die Euler-Charakteristik ist ein wichtiges Objekt im Satz von Gauß-Bonnet. Dieser stellt nämlich einen Zusammenhang zwischen der gaußschen Krümmung und der Euler-Charakteristik her.

## Definition

### Für Flächen
Eine geschlossene Fläche {\displaystyle S} lässt sich stets triangulieren, das heißt man kann sie immer mit einem endlichen Dreiecksgitter überziehen. Die Euler-Charakteristik {\displaystyle \chi } ist dann definiert als
{\displaystyle \chi _{E}(S):=E-K+F}.
wobei mit {\displaystyle E} die Anzahl der Ecken, {\displaystyle K} die Anzahl der Kanten und mit {\displaystyle F} die Anzahl der Dreiecke in der Triangulierung gemeint ist.
Die Euler-Charakteristik für ein Polyeder auf einer geschlossenen Fläche 
{\displaystyle \chi _{E}(S)=E-K+F=\sum _{i=0}^{2}(-1)^{i}k_{i}}
unterscheidet sich von der Euler-Charakteristik des gleichen Polyeders betrachtet als dreidimensionaler Zell-Komplex
{\displaystyle \chi (S)=E-K+F-Z=\sum _{i=0}^{3}(-1)^{i}k_{i}}
durch eine etwas unterschiedliche Definition, daher ergibt sich für ein konvexes Polyeder aus einer Zelle ein {\displaystyle \chi =1} und ein {\displaystyle \ \chi _{E}=\chi +Z=2}.

### Für Zellkomplexe
Sei {\displaystyle X} ein topologischer Raum, der ein endlichdimensionaler Zellkomplex {\displaystyle T} ist. Mit {\displaystyle k_{i}} werde die Anzahl der Zellen der Dimension {\displaystyle i} bezeichnet und {\displaystyle n} sei die Dimension des Zellkomplexes. Dann ist die Euler-Charakteristik durch die alternierende Summe
{\displaystyle \chi (X):=\chi (T)=\sum _{i=0}^{n}(-1)^{i}k_{i}}
definiert. Diese Euler-Charakteristik für Zellkomplexe wird auch Euler-Poincaré-Charakteristik genannt. Zerlegt man den Raum statt in Zellen in Simplizes, so kann man die Euler-Charakteristik auch analog durch den so erhaltenen Simplizialkomplex {\displaystyle C} definieren. Für die Euler-Charakteristik gilt
{\displaystyle \chi (X):=\chi (C)=\sum _{i=0}^{n}(-1)^{i}f_{i}}
wobei {\displaystyle f_{i}} die Anzahl der {\displaystyle i}-dimensionalen Simplizes von {\displaystyle C} ist. Für einen Simplizialkomplex eines zweidimensionalen Raums erhält man mit {\displaystyle E=f_{0}}, {\displaystyle K=f_{1}} und {\displaystyle F=f_{2}} die Definition der Euler-Charakteristik auf Flächen wieder. Der Wert der Charakteristik ist unabhängig von der Art der Berechnung.

### Definition mittels singulärer Homologie
Sei {\displaystyle X} wieder ein topologischer Raum. Der Rang der {\displaystyle i}-ten singulären Homologiegruppen heißt {\displaystyle i}-te Bettizahl und wird mit {\displaystyle b_{i}} bezeichnet. Wenn die singulären Homologiegruppen endlichen Rang haben und nur endlich viele Bettizahlen ungleich null sind, dann ist die Euler-Charakteristik von {\displaystyle X} durch
{\displaystyle \chi (X):=\sum _{i=0}^{n}(-1)^{i}b_{i}=\sum _{i=0}^{n}(-1)^{i}\dim(H_{i}(X))}
definiert. Falls {\displaystyle X} ein CW-Komplex ist, dann gibt diese Definition den gleichen Wert wie in der Definition für CW-Komplexe. Beispielsweise erfüllt eine geschlossene, orientierbare differenzierbare Mannigfaltigkeit die Voraussetzungen an die singuläre Homologie.

## Eigenschaften

### Wohldefiniertheit
Eine wichtige Beobachtung ist, dass die gegebene Definition unabhängig vom gewählten Dreiecksgitter ist. Dies lässt sich zeigen, indem man zu einer gemeinsamen Verfeinerung gegebener Gitter übergeht, ohne dass sich die Euler-Charakteristik dabei ändert.
Da Homöomorphismen eine Triangulierung erhalten, ist die Euler-Charakteristik darüber hinaus sogar nur vom topologischen Typ abhängig. Umgekehrt folgt aus einer unterschiedlichen Euler-Charakteristik zweier Flächen, dass sie topologisch verschieden sein müssen. Daher nennt man sie eine topologische Invariante.

### Zusammenhang zum Geschlecht der Fläche
Die Euler-Charakteristik {\displaystyle \chi } und das Geschlecht {\displaystyle g} der Fläche {\displaystyle S} hängen zusammen. Ist die Fläche {\displaystyle S} orientierbar, dann gilt die Beziehung
{\displaystyle \chi (S)=2-2g,}
ist die Fläche nicht orientierbar, so gilt hingegen die Gleichung
{\displaystyle \chi (S)=2-g.}
Diese Formel für orientierbare Flächen ergibt sich folgendermaßen: Wir starten mit einer 2-Sphäre, also einer Fläche vom Geschlecht 0 und Euler-Charakteristik 2. Eine Fläche vom Geschlecht {\displaystyle g} erhält man daraus durch {\displaystyle g}-fache Bildung der verbundenen Summe mit einem Torus. Die verbundene Summe lässt sich so einrichten, dass die Verklebung jeweils entlang eines Dreiecks der Triangulierung erfolgt. Es ergibt sich pro Verklebung die folgende Bilanz:
- Flächen: {\displaystyle F'=F-2} (die beiden Verklebeflächen)
- Kanten:  {\displaystyle K'=K-3} (je 3 Kanten werden verklebt, sie zählen dann nur noch einmal)
- Ecken: {\displaystyle E'=E-3} (je 3 Ecken werden verklebt, sie zählen ebenfalls nur noch einmal)

insgesamt also {\displaystyle \chi '=\chi -3+3-2=\chi -2}. Durch jeden der {\displaystyle g} Tori verringert sich die Euler-Charakteristik also um 2.

### Zusammenhang mit dem eulerschen Polyedersatz
Sei {\displaystyle S} ein konvexes Polyeder, das man in das Innere einer 2-Sphäre {\displaystyle \mathbb {S} ^{2}} einbetten kann. Nun kann man die Ecken, Kanten und Außenflächen diese Polyeders als Zellen eines CW-Komplexes betrachten. Auch die singulären Homologiegruppen des Komplexes sind endlichdimensional. Da das Polyeder {\displaystyle S} orientierbar ist und Geschlecht 0  hat folgt aus obigem Abschnitt, dass die Euler-Charakteristik den Wert 2 hat. Insgesamt ergibt sich also die Formel
{\displaystyle E-K+F=2},
wobei {\displaystyle E} die Anzahl der Ecken, {\displaystyle K} die der Kanten und {\displaystyle F} die Anzahl der Flächen beschreibt. Diese Formel heißt eulersche Polyederformel.

## Beispiele
- Die 2-Sphäre {\displaystyle S^{2}} hat die Euler-Charakteristik 2.
- Die reelle projektive Ebene {\displaystyle \mathbb {R} P^{2}} ist nicht orientierbar und hat die Euler-Charakteristik 1.
- Der Torus hat die Euler-Charakteristik 0.
- Jede ungerade-dimensionale geschlossene Mannigfaltigkeit hat Euler-Charakteristik 0. (Das folgt aus Poincaré-Dualität.)
- Die Euler-Charakteristik gerade-dimensionaler geschlossener Mannigfaltigkeiten kann mittels ihrer Krümmung berechnet werden, siehe Satz von Chern-Gauß-Bonnet.

## Verbindung zur Euler-Klasse
Für geschlossene, orientierbare, differenzierbare Mannigfaltigkeiten {\displaystyle M} mit Tangentialbündel {\displaystyle TM} und Fundamentalklasse {\displaystyle \left[M\right]} kann die Euler-Charakteristik von {\displaystyle M} auch äquivalent durch {\displaystyle \langle e(TM),\left[M\right]\rangle =\chi (M)} definiert werden, wobei {\displaystyle e(TM)} die Euler-Klasse von {\displaystyle TM} ist.